# Краљевић Марко по други пут међу Србима (филм)
Краљевић Марко по други пут међу Србима је југословенски филм из 1968. године. Режирао га је Владимир Андрић, а сценарио је написао Зоран Поповић, по сатири чији је аутор Радоје Домановић

## Улоге
| Глумац             | Улога |
| ------------------ | ----- |
| Слободан Алигрудић |       |
| Северин Бијелић    |       |
| Милутин Бутковић   |       |
| Предраг Лаковић    |       |